# Bonnaud
Bonnaud ist eine ehemalige französische Gemeinde mit 60 Einwohnern (Stand: 1. Januar 2022) im Département Jura in der Region Bourgogne-Franche-Comté. Sie gehörte zum Arrondissement Lons-le-Saunier.
Der Erlass des Präfekten vom 4. Juli 2016 legte mit Wirkung zum 1. Januar 2017 die Eingliederung von Bonnaud als Commune déléguée zusammen mit den früheren Gemeinden Grusse, Vercia und Vincelles zur Commune nouvelle Val-Sonnette fest.
Der Erlass des Präfekten vom 4. Dezember 2024 legte mit Wirkung zum 1. Januar 2025 die Eingliederung von Val-Sonnette zusammen mit der früheren Gemeinde Sainte-Agnès zur neuen, gleichnamigen Commune nouvelle Val-Sonnette fest. Bei dieser Fusion behält Bonnaud den Status einer Commune déléguée in der neuen Commune nouvelle.

## Geografie

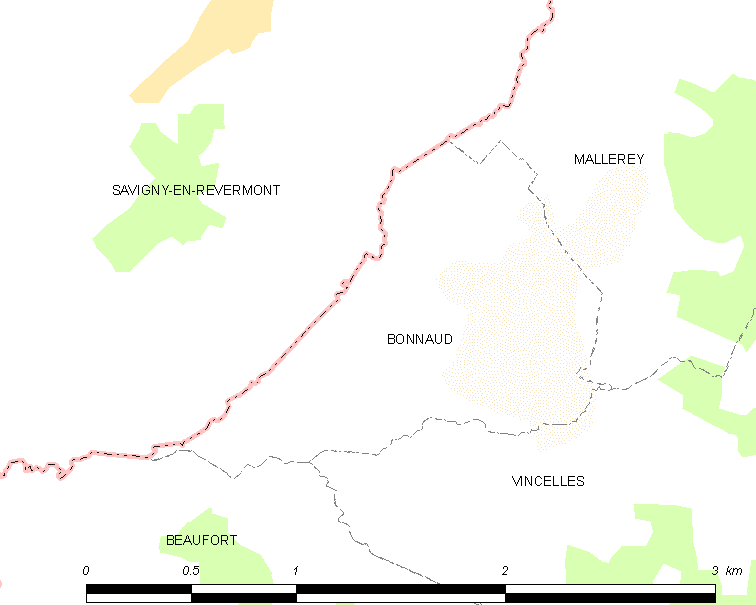
Karte von Bonnaud

Bonnaud liegt etwa 12 Kilometer südwestlich von Lons-le-Saunier und etwa 49 Kilometer nordnordöstlich von Bourg-en-Bresse an der Grenze zum benachbarten Département Saône-et-Loire im östlichen Teil der Région naturelle der Bresse.
Die Sonnette begrenzt das Ortsgebiet im Süden. Der Rivière d’Ésenand mündet im Süden in die Sonnette und bildet eine natürliche Grenze zur benachbarten Commune déléguée Vincelles. Das Sonnette-Tal ist bei Bonnaud bereits breiter im Vergleich zu ihrem Oberlauf geworden. Der Ruisseau du Roi begrenzt Vincelles im Westen. Das Zentrum liegt leicht erhöht auf etwa 210 m Höhe. Der höchste Punkt von Bonnaud wird im Waldgebiet Bois de la Chalette im Nordosten des Ortsgebiets auf 440 m Höhe gemessen, die tiefste Stelle mit 194 m im Südwesten beim Austritt des Ruisseau du Roi aus dem Ortsgebiet.
Umgeben wird Bonnaud von den drei Nachbargemeinden und der Commune déléguée von Val-Sonnette:
| Savigny-en-Revermont (Saône-et-Loire) |                                             | Trenal                       |
|                                       | Kompassrose, die auf Nachbargemeinden zeigt |                              |
| Beaufort-Orbagna                      |                                             | Vincelles (Commune déléguée) |

## Geschichte
Der Ortsname entstammt des Namens eines mittelalterlichen germanischen Mannes ohne Suffix. Der Weiler Bonnaisod (im Ort Vincelles) ist eine mittelalterliche oder neuere Verkleinerungsform von Bonnaud.
Bonnaud war einst ein einfacher Weiler in der Gemeinde Savigny-en-Revermont. Eine Kapelle, die wahrscheinlich auf den Ruinen eines heidnischen Oratoriums errichtet wurde, war der Geburtsort dieses kleinen Orts. Die ersten Dokumente, in denen dieses Dorf erwähnt wird, stammen aus dem 12. Jahrhundert.
Bonnaud war ein Durchgangsort und Schauplatz mehrerer Kämpfe. Er musste unter anderem die Rache von Lacuzon aufgrund der französischen Eroberung und die Verwüstungen der Pest ertragen, die das Dorf mehrere Jahre lang verlassen ließ. Die Besonderheit von Bonnaud liegt in seiner geografischen Lage am Rande der Verwaltungsregion. Tatsächlich war es unter dem Ancien Régime eine Enklave des Herzogtums Burgund in der Franche-Comté. Im Zuge der Französischen Revolution gelangte Bonnaud 1790 sukzessive in den Bezirk des Departements Jura, wurde dann 1793 dem Département Saône-et-Loire angegliedert und kehrte schließlich 1798 zum Département Jura zurück.

## Bevölkerungsentwicklung
| Bonnaud: Einwohnerzahlen von 1793 bis 2020                                                                                 | Bonnaud: Einwohnerzahlen von 1793 bis 2020 | Bonnaud: Einwohnerzahlen von 1793 bis 2020 | Bonnaud: Einwohnerzahlen von 1793 bis 2020 | Bonnaud: Einwohnerzahlen von 1793 bis 2020 |
| --- | ------------------------------------------ | ------------------------------------------ | ------------------------------------------ | ------------------------------------------ |
| Jahr |                                            |                                            |                                            | Einwohner                                  |
| 1793 | 1793                                       |                                            | 118                                        | 118                                        |
| 1800 | 1800                                       |                                            | 121                                        | 121                                        |
| 1806 | 1806                                       |                                            | 146                                        | 146                                        |
| 1821 | 1821                                       |                                            | 153                                        | 153                                        |
| 1831 | 1831                                       |                                            | 135                                        | 135                                        |
| 1836 | 1836                                       |                                            | 141                                        | 141                                        |
| 1841 | 1841                                       |                                            | 120                                        | 120                                        |
| 1846 | 1846                                       |                                            | 126                                        | 126                                        |
| 1851 | 1851                                       |                                            | 116                                        | 116                                        |
| 1856 | 1856                                       |                                            | 104                                        | 104                                        |
| 1861 | 1861                                       |                                            | 99                                         | 99                                         |
| 1866 | 1866                                       |                                            | 101                                        | 101                                        |
| 1872 | 1872                                       |                                            | 110                                        | 110                                        |
| 1876 | 1876                                       |                                            | 115                                        | 115                                        |
| 1881 | 1881                                       |                                            | 117                                        | 117                                        |
| 1886 | 1886                                       |                                            | 113                                        | 113                                        |
| 1891 | 1891                                       |                                            | 109                                        | 109                                        |
| 1896 | 1896                                       |                                            | 109                                        | 109                                        |
| 1901 | 1901                                       |                                            | 102                                        | 102                                        |
| 1906 | 1906                                       |                                            | 116                                        | 116                                        |
| 1911 | 1911                                       |                                            | 121                                        | 121                                        |
| 1921 | 1921                                       |                                            | 115                                        | 115                                        |
| 1926 | 1926                                       |                                            | 102                                        | 102                                        |
| 1931 | 1931                                       |                                            | 92                                         | 92                                         |
| 1936 | 1936                                       |                                            | 92                                         | 92                                         |
| 1946 | 1946                                       |                                            | 73                                         | 73                                         |
| 1954 | 1954                                       |                                            | 61                                         | 61                                         |
| 1962 | 1962                                       |                                            | 65                                         | 65                                         |
| 1968 | 1968                                       |                                            | 43                                         | 43                                         |
| 1975 | 1975                                       |                                            | 43                                         | 43                                         |
| 1982 | 1982                                       |                                            | 41                                         | 41                                         |
| 1990 | 1990                                       |                                            | 33                                         | 33                                         |
| 1999 | 1999                                       |                                            | 30                                         | 30                                         |
| 2006 | 2006                                       |                                            | 38                                         | 38                                         |
| 2013 | 2013                                       |                                            | 51                                         | 51                                         |
| 2020 | 2020                                       |                                            | 59                                         | 59                                         |
| Quelle(n): EHESS/Cassini bis 1999, INSEE ab 2006 Anmerkung(en): Ab 1962 offizielle Zahlen ohne Einwohner mit Zweitwohnsitz |                                            |                                            |                                            |                                            |